# Aixarisme
L'aixarisme o escola aixarita (àrab: الأشعرية, al-axʿariyya, o الأشاعرة, al-axāʿira, literalment ‘els aixarites’) va ser una de les primeres escoles teològiques de l'islam, basada en l'ensenyament d'Abu-l-Hàssan al-Aixarí. Sorgit en reacció al mutazilisme, que defensava la importància de la raó i la lògica, aquest corrent negava el lliure albir, considerant el concepte incompatible amb el poder absolut i la voluntat de Déu, rebutjant així mateix que la raó natural humana pogués conduir al coneixement del bé i del mal, ja que les veritats morals són establertes per Déu i només es poden conèixer a través de la revelació divina. Les idees d'Al-Aixarí i la seva escola es van anar imposant amb lentitud entre els musulmans ortodoxos fins a esdevenir predominants dins del sunnisme. El teòleg Abu-Hàmid al-Ghazalí, l'autor de La incoherència dels filòsofs, que ataca sobretot els filòsofs Avicenna i al-Farabí al segle XI, va esdevenir un pas important en l'ascens de l'aixarisme dins del pensament filosòfic i teològic islàmic, provocant un canvi cultural que va fugir de pensament científic i va acabar amb l'edat d'or de l'islam.
L'escola va aparèixer vers l'any 913 i durant les dues dècades següents va reunir un gran nombre de deixebles. Fou atacada pels mutazalites i per grups ortodoxos com els hanbalites, els hanafites i els maturidites, però tot i els atacs va esdevenir l'escola ortodoxa dominant al món àrab musulmà i potser al Khorasan (Pèrsia), sovint cooperant amb els xafiïtes. Van patir persecució sota els buwàyhides, però van obtenir el favor dels seljúcides i van obtenir així l'hegemonia. La reacció hanbalita d'Ibn Taymiyya (mort 1327) fou de poc abast. A partir del segle xvi, després d'as-Sanussí (mort en 1490), els grans xeics teòlegs ja no es consideren con aixarites, sinó eclèctics.
Els sunnites la consideren una de les tres escoles teològiques o d'aqida tradicionals, junt amb l'atharisme i el maturidisme.